# La madre de Lemminkäinen
La madre de Lemminkäinen (Lemminkäisen äiti) es un cuadro romántico nacionalista de 1897 del pintor finlandés Akseli Gallen-Kallela. La pintura ilustra un pasaje del Kalevala, la epopeya nacional finlandesa, compilado por Elias Lönnrot en el siglo XIX.
La pintura ilustra un poema donde el héroe Lemminkäinen ha muerto y su madre ha sacado las piezas del cuerpo sin vida de su hijo del río Tuonela y las cosió juntas de nuevo. Se muestra en la postura de una piedad, esperando a que la abeja mensajera del dios Ukko traiga miel de los dioses para traer a su hijo de nuevo a la vida.